# Тимоловый синий
Тимоловый синий (тимолсульфофталеин) — органическое соединение, трифенилметановый краситель с химической формулой C27H30O5S. Имеет вид зелёных кристаллов. Применяется как кислотно-основный индикатор.

## Свойства
Зелёные кристаллы, хорошо растворимые в спирте и растворах щелочей, плохо растворимые в воде.
Выпускается как в виде основания, так и в виде натриевой и аммониевой соли, хорошо растворимых в воде.

## Применение
Используется как кислотно-основный индикатор с переходом от красного к жёлтому в диапазоне pH 1,2—2,8 и вторым переходом от жёлтого к синему в диапазоне pH 8,0—9,6.
Тимолсульфофталеин можно использовать в том числе и для титрования слабых кислот в среде бензола, диметилформамида и пиридина. Помимо этого, применяется для определения алкалоидов.
Применяется для получения метилтимолового синего, который синтезируют аминометилированием тимолсульфофталеина. Метилтимоловый синий используется как металлохромный и кислотно-основный индикатор.